# Acid dehidroascorbic
Acidul dehidroascorbic  (DHA) este forma oxidată a acidului ascorbic (vitamina C), fiind un metabolit al acestuia. Acest compus este transportat activ în interiorul reticulului endoplasmatic celular prin intermediul transportorilor pentru glucoză. La acest nivel, este redus din nou la ion ascorbat de către glutation și alți compuși cu resturi tiolice.
A fost utilizat ca sursă de vitamina C în suplimente alimentare.